# 里奇蒙特 (阿拉巴馬州)
里奇蒙特（英語：Richmont）是一個位於美國阿拉巴馬州達拉斯縣的非建制地區。該地的面積和人口皆未知。

## 地理
里奇蒙特的座標為32°06′51″N 87°03′18″W / 32.11416°N 87.055°W，而該地最高點為海拔高度120米（即390英尺）。